# Un dolce incantesimo
(Dolcenera, Un dolce incantesimo)
Un dolce incantesimo è una canzone scritta da Dolcenera e Francesco Sighieri, estratta come terzo e ultimo singolo proveniente dall'album Dolcenera nel Paese delle Meraviglie della cantante italiana Dolcenera. Il singolo è stato trasmesso in radio a partire dal mese di agosto 2009.

## Il brano
Dei tre singoli estratti dall'album, Un dolce incantesimo sembra essere quello con il più forte contrasto emotivo che si risolve sul ritornello con un messaggio poetico quanto positivo. È una canzone con tempo scandito dal basso in ottavi che indaga sul senso della fine di una storia d'amore, dettata dallo scalfire impercettibile del caso che nella sua quotidianità può rendere estranei. In pieno stile musicale anglosassone, nel brano si rappresenta come ogni anima raccoglie e fa suo, durante il proprio percorso, ogni amore vissuto.

## Tracce
1. Un dolce incantesimo – 4:17 (Dolcenera, Francesco Sighieri)

## Il video
Nel mese di ottobre 2009 viene pubblicato il videoclip relativo al brano. Alla realizzazione del video ha partecipato anche la pluripremiata coppia di danzatori sul ghiaccio Barbara Fusar Poli-Maurizio Margaglio.
Nel video Dolcenera si trova di fronte ad elementi magici e, attraversando gli specchi, si sposta da una realtà ad un'altra. Dolcenera passa così da una strada metropolitana ad un paesaggio surreale, fino ad arrivare alla pista di pattinaggio sulla quale si stanno esibendo i noti pattinatori italiani.
La location usata per la realizzazione del video è quella di Bosco Chiesanuova, cioè il Parco naturale regionale della Lessinia. La regia del video è di Gaetano Morbioli.

## Classifiche
| Classifica (2009) | Posizione |
| ----------------- | --------- |
| Italia            | 47        |